# Gane Todorowski
Gane Todorowski (mac. Гане Тодоровски; ur. 11 maja 1929 w Skopju, zm. 22 maja 2010 tamże) – macedoński poeta, tłumacz, eseista, krytyk literatury, historyk i publicysta. Jest autorem ponad 220 pozycji m.in. poezji, esejów, książek podróżniczych, przekładów, krytyk literackich, antologii.
W 1965 r. uzyskał stopień doktora na Uniwersytecie Świętych Cyryla i Metodego w Skopju na wydziale filozoficznym. Na tym samym uniwersytecie na wydziale humanistycznym, przez całe swoje dorosłe życie, wykładał literaturę macedońską i chorwacką XIX wieku.
W latach 1994–1998 był pierwszym ambasadorem Macedonii w Rosji.